# Stactolaema anchietae
Stactolaema anchietae е вид птица от семейство Lybiidae.

## Разпространение
Видът е разпространен в Ангола, Замбия и Демократична република Конго.